# Partito Socialdemocratico d'Ucraina
Il Partito Socialdemocratico d'Ucraina (in ucraino: Соціал-демократична партія України - СДПУ, Social-Demokratična Partija Ukraïny - SDPU) è un partito politico ucraino fondato nel 1990.

## Storia
Nel 1989 varie personalità d'estrazione socialdemocratica avevano dato vita all'Organizzazione dei socialdemocratici d'Ucraina (Організацією соціал-демократів України), con l'obiettivo di dar vita ad un nuovo soggetto politico sulla falsariga dei partiti riformisti occidentali.
Il congresso costituente, tenutosi a Kiev dal 25 al 27 maggio 1990, fu segnato da profonde spaccature, riguardanti soprattutto la Dichiarazione dei principi del nuovo partito. Le divergenze portarono alla nascita di due diversi soggetti: il «Partito Socialdemocratico d'Ucraina», guidato da Andrij Nosenko e collocato su posizioni riformiste, e il «Partito Socialdemocratico Unito d'Ucraina» (Об'єднана соціал-демократична партія України - OSDPU), ancorato al socialismo democratico.
La frattura fu ricomposta alla fine del 1992, quando il Partito Socialdemocratico d'Ucraina approvò la Dichiarazione dei principi adottata dall'Internazionale Socialista nel suo XVII Congresso. La guida della nuova formazione, ufficialmente registrata nel 1993, passò a Jurij Zbitnjev.
In occasione delle elezioni parlamentari del 1994 il partito ottenne lo 0,38% dei voti e due seggi: furono eletti Jurij Buzduhan e Hrygorij Ryčahov. 
Successivamente riemersero le divergenze tra la corrente riformista, fedele al segretario Zbitnjev, e quella radicale, con a capo Buzduhan. Nel settembre 1994 quest'ultima fu espulsa dal partito, ma nel 1995 il ministero della giustizia (allora guidato da Serhij Holovatij) cancellò dal registro dei partiti la formazione di Zbitnjev e iscrisse, col nome di SDPU, quella di Buzduhan; la controversia si risolse nel 1996, quando il partito di Zbitnjev assunse la denominazione di «Partito Socialdemocratico d'Ucraina (Unito)» (Соціал-демократична партія України (об'єднана) - SDPU(o)).
Le due formazioni si presentarono ai successivi appuntamenti elettorali in liste fra loro concorrenti. Alle elezioni parlamentari del 1998 l'SDPU si fermò allo 0,32%, a fronte del 4% ottenuto dall'SDPU(o), e non ottenne alcuna rappresentanza parlamentare. L'SDPU rimase fuori dalla Verchovna Rada anche dopo le elezioni del 2002 (0,27% dei voti) e le elezioni del 2006, in cui si presentò all'interno del Blocco Lazarenko (0,30% dei voti).

## Risultati
| Elezione          | Voti    | %    | Seggi   |
| ----------------- | ------- | ---- | ------- |
| Parlamentari 1994 | 104.204 | 0,38 | 2 / 450 |
| Parlamentari 1998 | 85.045  | 0,32 | 0 / 450 |
| Parlamentari 2002 | 68.664  | 0,27 | 0 / 450 |
| Parlamentari 2006 | 76.950  | 0,30 | 0 / 450 |
| 1.                |         |      |         |